# Ängssmygare
Ängssmygare, Ochlodes sylvanus, är en fjärilsart i familjen tjockhuvuden. Vingspannet varierar mellan 26 och 34 millimeter, på olika individer.

## Beskrivning

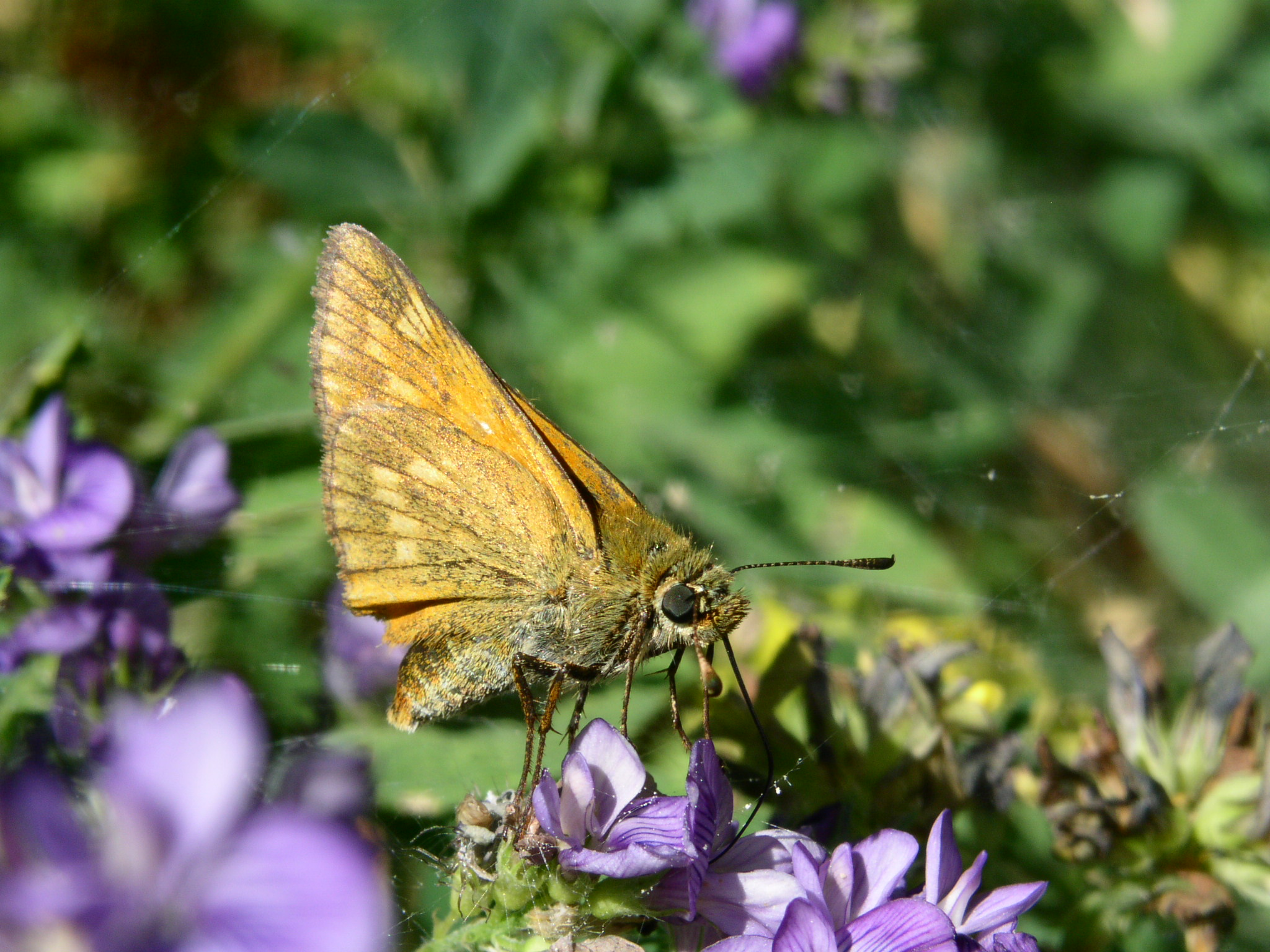
Undersidan på ängssmygaren (Öland, Sverige)

Ovansidan är hos hanen orangebrun och brun, hos honan gulbrun och mörkare brun. Både hanen och honan har mörkbruna vingribbor och ytterkanter och det finns några nästan svarta teckningar på framvingarna. Undersidan är hos båda könen gulorange med en grönaktig ton och några ljusare fläckar. Alla smygare vilar med bakvingarna utfällda och framvingarna uppvinklade på ett speciellt sätt. Larven är grågrön med brunt huvud och den blir upp till 30 millimeter lång.

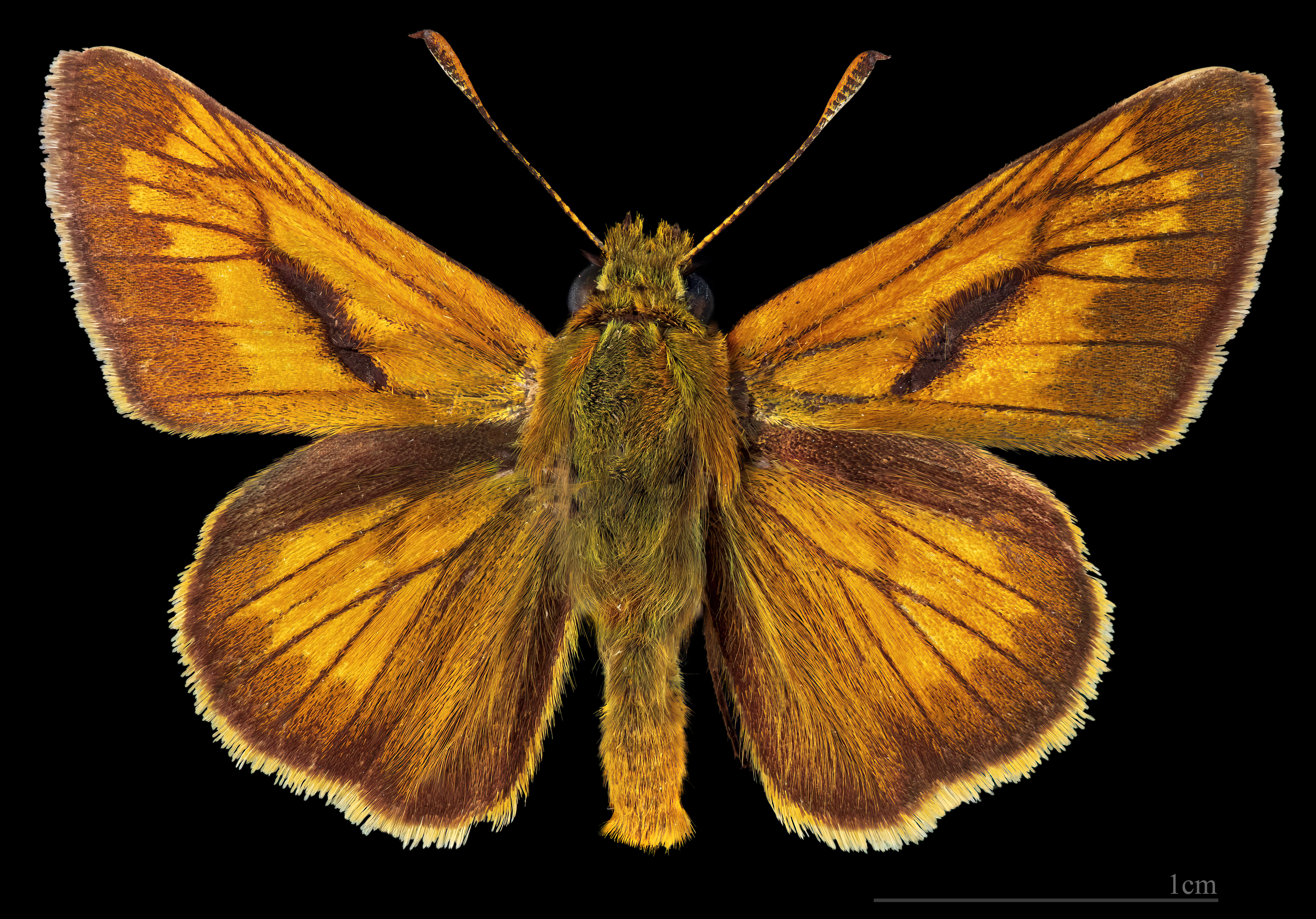
Hane, ovansidan med doftstripa
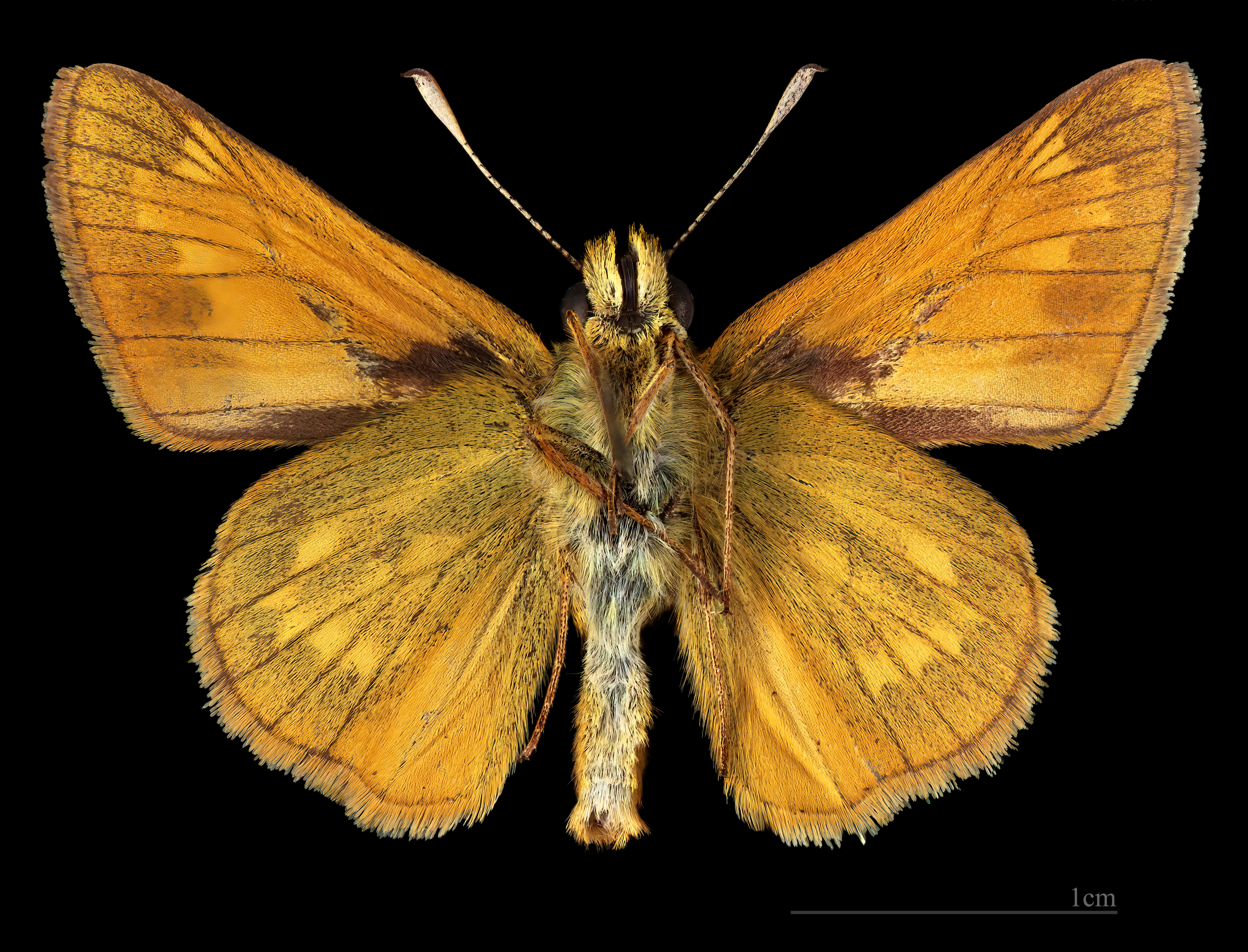
Hane, undersida
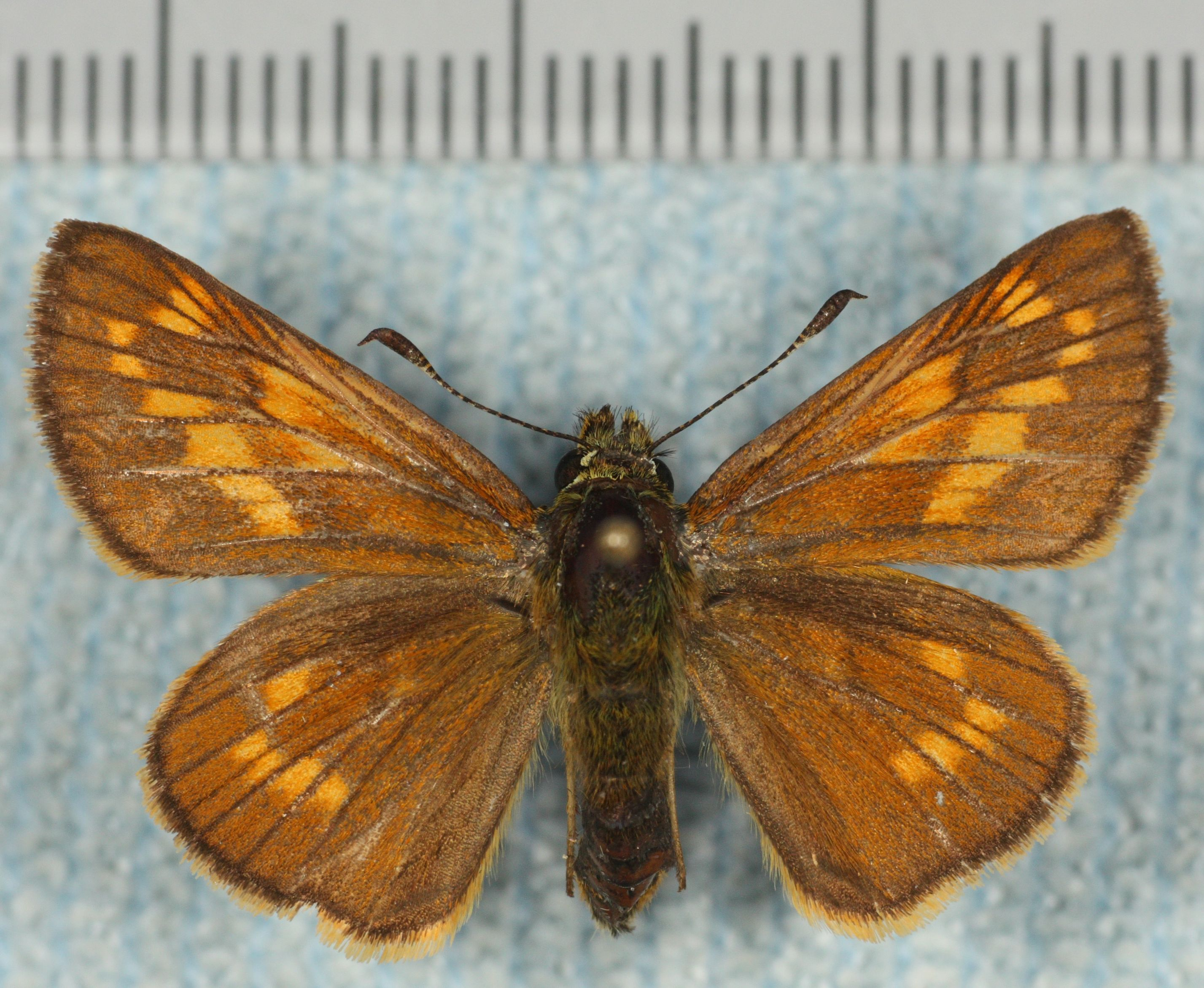
Hona, ovansidan
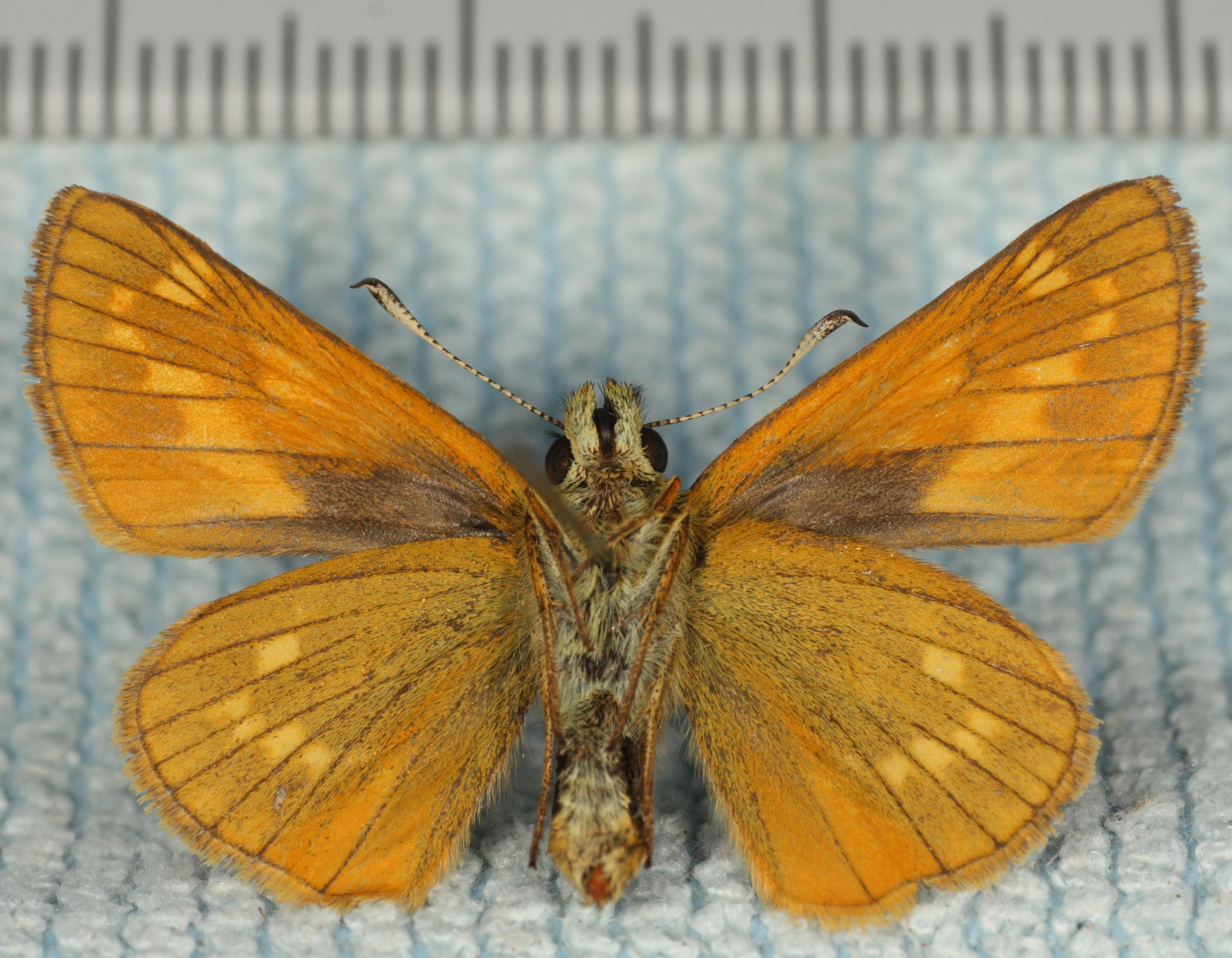
Hona, undersida

Värdväxter för ängssmygaren är olika gräs.
Flygtiden är i juni och juli.

## Utbredning

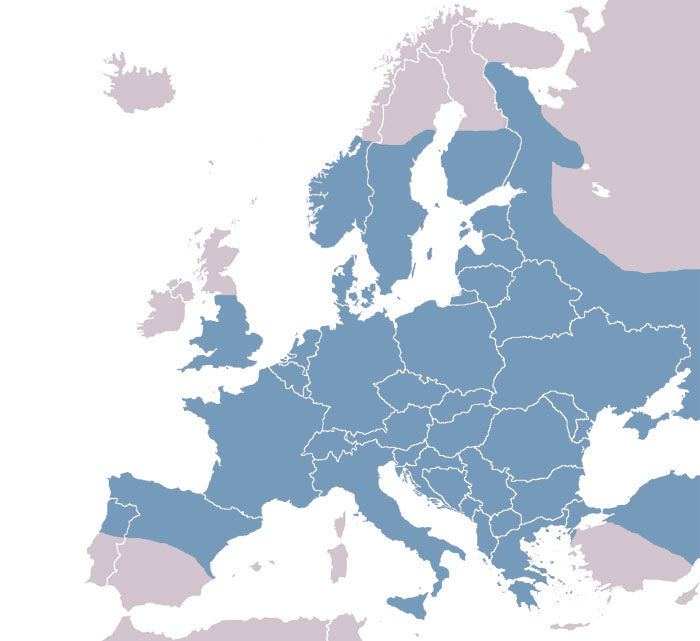
Ängssmygarens utbredning i Europa.

Ängssmygarens utbredningsområde är i Europa, den tempererade delen av Asien samt Kina. Dess habitat är ängar, hagar och liknande miljöer där det finns gräs.

## Systematik
Denna art har även kallats Ochlodes venatus, men O. venatus är en annan art som endast förekommer i den östra delen av den palearktiska regionen. Därför är detta namn inte heller en synonym till O. sylvanus.